# Злинцы
Злинцы — в летописи (Ипатий, 1251) так называется племя ятвягов, в области Злинь (Злиня).

## Географическая привязка
По предположению составителей Энциклопедического словаря Брокгауза и Ефрона, Злинь находилась ближе других ятвяжских земель к русским границам XIII века (то есть Древнерусского государства), в месте, которое в XIX — начале XX века относилось к Гумбинненскому округу существовавшей тогда Пруссии (отсюда немецкоязычная гидро- и топонимия привязки: озеро Зельмент, с побережным селением Зеллиген). Ныне территория Польши (Варминьском-Мазурское воеводство, район Мазурских озёр).
Главный город племени злинцев носил название Райгород. Город имел большое значение, его неоднократно завоевывали, сжигали и заново отстраивали. Около 1290 года был занят князем литовским Наримунтом и с того времени за городом закрепилось название Райгород (ныне Райгруд в Польше).